# 安日洛·阿马托
安日洛·阿馬托（義大利語：Angelo Amato；1938年6月8日—2024年12月31日）是天主教義大利籍執事級樞機、鮑思高慈幼會會士及前任聖座封聖部部長。

## 生平

### 早年生活
阿馬托于1938年6月8日在義大利南部普利亞大區巴里省的城市莫爾費塔出生。他高中畢業後進入慈幼會，並學習哲學和神學。於1967年12月22日，在鮑思高慈幼會晉鐸。他曾在慈幼宗座大學獲得哲學學位，專攻基督論。1972年起，擔任修會助理。1974年，他在羅馬宗座額我略大學獲得博士學位。
1978年至1979年間，被派到希臘塞薩洛尼基的正教會君士坦丁堡普世牧首區修道院深造。1988年，他在美國華盛頓休假的一年，並在期間研究宗教神學。後來，他曾在慈幼宗座大學教授宗教教義。並且，於1981年至1987年和1993年至1997年的十二年間，擔任神學院院長。他擔任聖座信理部、宗座基督徒合一促進理事會和主教部顧問。

### 晉牧後
2002年12月19日，被時任教宗若望·保祿二世任命為聖座信理部秘書長，領希拉領銜教區總主教銜。於2003年1月6日由教宗若望·保祿二世主祭、良納·桑德里樞機和安多尼·瑪利亞·韋利奧樞機共祭下晉牧。
阿馬托還擔任宗座基督徒合一促進理事會和宗座宗教協談理事會成員。2008年7月9日，阿馬托接替榮休的若瑟·薩拉依瓦·瑪爾定樞機，擔任聖座封聖部部長。

### 冊封樞機
2010年11月20日被教宗本篤十六世冊封為執事級樞機，領阿郊洛聖母執事區執事銜。他曾參與2013年教宗選舉秘密會議，當時選出的教宗是方濟各。

## 評論
在2007年4月，阿馬托曾譴責同性婚姻和墮胎，並批評意大利媒體經常報導相關消息。

## 牧徽

安日洛·阿马托枢机牧徽